# Bulinus transversalis
Bulinus transversalis es una especie de molusco gasterópodo de la familia Planorbidae en el orden de los Basommatophora.

## Distribución geográfica
Se encuentra en Kenia y Uganda.   